# Опозиција
Опозиција (лат. oppositio — супротстављеност) је израз којим се у политици означавају сви појединци, групе и организације које су из политичких или идеолошких разлога супротстављене појединцима, групама и организацијама које представљају власт, односно режим у некој држави. Опозиција се обично дели на илегалну опозицију — којој није дозвољено постојање и деловање и легалну опозицију — којој је дозвољено постојање и деловање. Илегална опозиција је карактеристична за ауторитарне и тоталитарне политичке системе који из верских или идеолошких разлога не дозвољавају промену власти и њене политике. Легална опозиција је, пак, карактеристична за демократске политичке система који за своја начела узимају слободу мишљења и окупљања. Неки системи могу имати и легалну и илегалну опозицију. Под појмом „опозиција“ се, с обзиром на доминацију политичких система у савременом свету, по правилу подразумева легална опозиција. Зависно од тога да ли њени представници седе у парламенту неке државе, опозиција се дели на парламентарну и ванпарламентарну. Парламентарна опозиција у многим државама, поготову оним са вестминстерским системом представља уставну институцију, односно те државе имају формалну институцију вође опозиције који има посебна права и обавезе која се тичу саветовања с представницима власти око битних одлука.